# 2 Guns
2 Guns är en amerikansk actionkomedifilm från 2013, i regi av Baltasar Kormákur. Huvudrollerna spelas av Denzel Washington och Mark Wahlberg. Filmen handlar om en DEA-agent och en underrättelseofficer som måste gå samman efter att ha upptäckt en konspiration där CIA och maffian är iblandade. Den är baserad på serien med samma namn av Steven Grant.

## Rollista (i urval)
- Denzel Washington – Robert "Bobby" Trench
- Mark Wahlberg – Michael "Stig" Stigman
- Paula Patton – Deb Rees
- Bill Paxton – Earl
- James Marsden – Harold Quince
- Fred Ward – Tuwey
- Edward James Olmos – Manny "Papi" Greco
- Robert John Burke – Jessup

## Om filmen
Filmen är det andra samarbetet mellan Kormákur och Wahlberg, den första var i Contraband. Inspelningen ägde rum i New Orleans, Louisiana och New Mexico.

### Mottagande
Rotten Tomatoes rapporterade att 64 procent, baserat på 177 recensioner, hade satt ett genomsnittsbetyg på 6 av 10. På Metacritic nådde filmen genomsnittsbetyget 55 av 100, baserat på 43 recensioner.